# Cantone di Le Confluent
Il Cantone di Le Confluent è una divisione amministrativa dell'Arrondissement di Agen e dell'Arrondissement di Villeneuve-sur-Lot.
È stato costituito a seguito della riforma approvata con decreto del 26 febbraio 2014, che ha avuto attuazione dopo le elezioni dipartimentali del 2015.

## Composizione
Comprende i 20 comuni di:
- Aiguillon
- Bazens
- Bourran
- Clermont-Dessous
- Cours
- Frégimont
- Galapian
- Granges-sur-Lot
- Lacépède
- Lagarrigue
- Laugnac
- Lusignan-Petit
- Madaillan
- Montpezat
- Nicole
- Port-Sainte-Marie
- Prayssas
- Saint-Salvy
- Saint-Sardos
- Sembas